# Crossroads (magazine)
 (juin 2015).
Si vous disposez d'ouvrages ou d'articles de référence ou si vous connaissez des sites web de qualité traitant du thème abordé ici, merci de compléter l'article en donnant les références utiles à sa vérifiabilité et en les liant à la section « Notes et références ».
Crossroads, également orthographié CROSSroadS puis XroadS, est un magazine mensuel d'actualité rock, blues, rhythm and blues et folk, créé en 2001, disparu en 2011 et réapparu en 2020. Il est publié par la Société "Bandits Company" et dirigé par Christophe Goffette.

## Histoire
Crossroads (orthographié CROSSroadS en couverture du magazine), était à l'origine, en 2001, un bimestriel consacré aux musiques blues, country, et toutes musiques "roots" ou "rock old school". 
C'est en 2003 que Crossroads fusionne avec le mensuel Compact qui fut un magazine généraliste de rock (également dirigé par Christophe Goffette). Crossroads devient alors un mensuel et porte haut le slogan « De la musique avant toute chose ». Aux musiques traitées par le bimestriel d'origine, viennent se greffer le rock indépendant, le rock progressif et toutes musiques rock de qualité.
En 2004, Christophe Goffette réalise un projet fou : réunir en une nuit (à l'Olympia, le 18 juin), pour 8h30 de concerts, des artistes représentatifs des goûts de la rédaction du magazine. Ce sont alors 70 musiciens et chanteurs peu présents en France, ou venant s'y produire pour la première fois, qui participent à cette Crossroads Night.
En 2005, le mensuel fusionne avec le magazine de cinéma "Brazil" pour les numéros 27 à 33 (juin 2005). C'est en 2007 que Crossroads finit par s'orthographier XroadS  (toujours prononcé de la même façon, le X étant une croix, soit "cross" en anglais).
En juin 2011, sans que ses lecteurs ou ses abonnés en soient prévenus, le magazine disparait
En septembre 2020, le titre réapparaît sous format mook avec une parution trimestrielle ,.